# 베트남 국회의사당

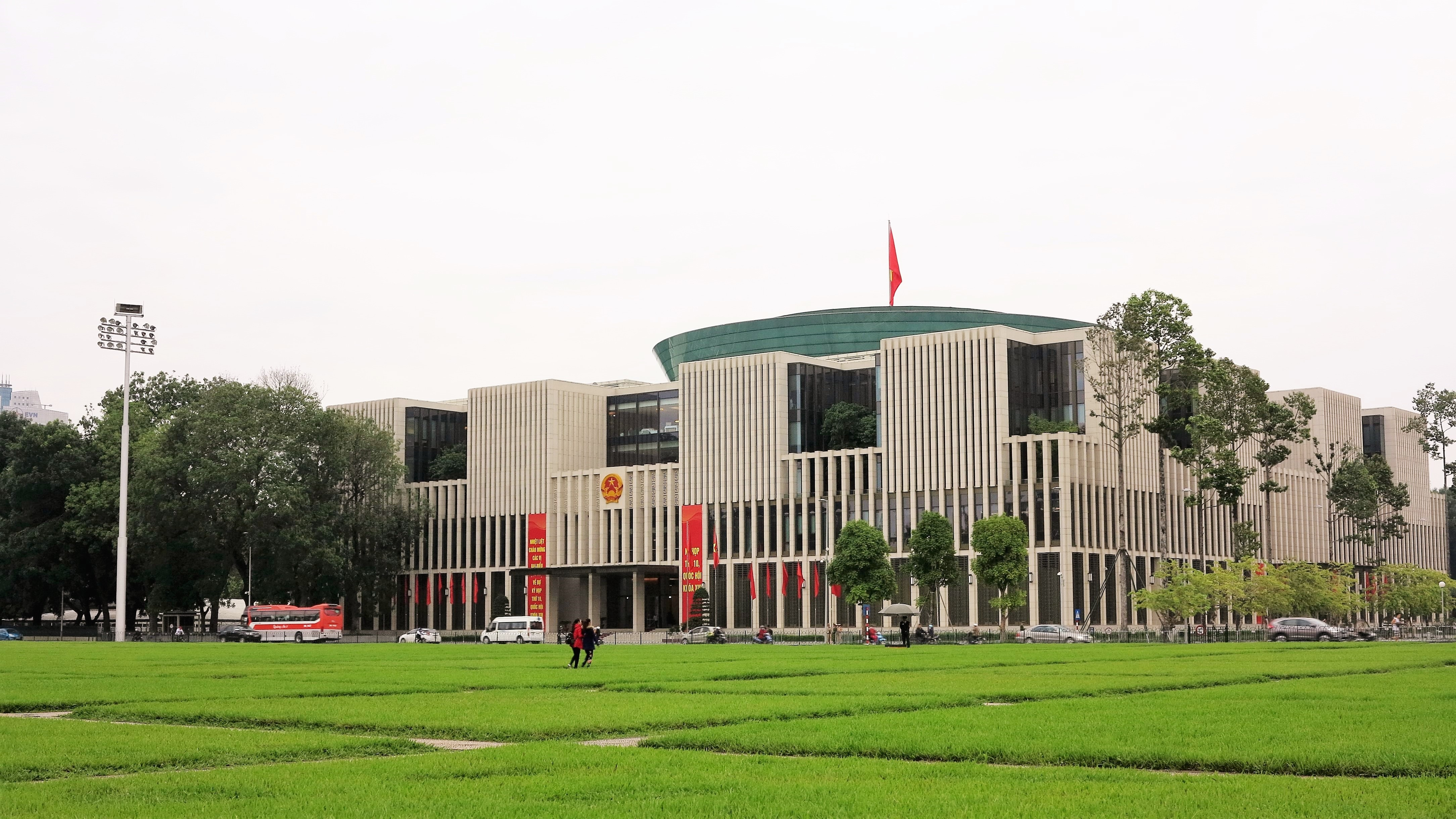

베트남 국회의사당(베트남어: Tòa nhà Quốc hội Việt Nam) 은 공식적으로 국회의사당(베트남어: Nhà Quốc hội)이며 신바딘홀(베트남어: Hội trường Ba Đình mới)로도 알려진, 베트남 하노이 호치민 묘소 맞은편 바딘 광장에 위치한 공공 건물이다. 건축은 2009년 10월 12일에 시작되어 2014년 10월 20일에 완료되었다. 이 건물은 베트남 국회의 회의 및 기타 공식 기능을 위해 사용된다.
이 건물은 베트남 재통일 이후 베트남에서 건설된 사무용 건물 중 가장 크고 복잡한 건물이다. 건물 면적은 63,000평방미터, 높이는 39미터이다. 이 건물은 동시에 2,500명 이상이 참여하는 80개의 개별 회의를 수용할 수 있다.
오래된 바딘 홀은 새로운 국회 의사당을 위한 공간을 마련하기 위해 2008년에 철거되었다. 그러나 하노이의 옛 제국 도시인 탕롱(Thăng Long)의 고고학 유적이 현장에서 발견되어 새 건물 건설이 지연되었다.
제안된 프로젝트는 초기 구상부터 착공까지 15년(1999~2014)이 걸렸다. 이 프로젝트는 바딘 홀의 건설 현장 및 보존과 관련하여 국내 대중 매체의 관심과 논쟁을 불러일으켰다. 이 프로젝트는 탕롱 황실 성채 유적지에서 베트남 최대 규모의 고고학 발굴로 이어졌다. 독일 건축 디자인 컨설턴트 회사인 게르칸마르크파트너스는 2014년 베트남 건축가 협회로부터 베트남 국가 건축상을 수상했다.

## 같이 보기
- 베트남 국립 컨벤션 센터
- 탕롱 황성